# Bogblok
|  | En blokbog var en tidlig form for illustreret bog, hvor tekst og illustrationer var skåret i samme træblok. |
Ved fremstilling af bøger er bogblokken de sammenhæftede ark, der er foldet eller falset så mange gange, at arkene fra trykkeriet får det ønskede format. Bogblokken får ofte et bogbind. Hvis permerne på en stifthæftet bog rager lidt ud over bogblokken, er den med formering. Den tjener til beskyttelse af bladene mod stød og slag. På en bog uden formering er permerne afskåret tæt på.
Der sælges bøger i materie (en. 'in sheets' ,) især til håndbogbindere. Her er arkene endnu ikke sammenhæftet til en bogblok.

## Galleri
- En bogblok under opbygning. De falsede ark hæftes sammen
- De falsede ark hæftes her på de lodrette "bind" eller hæftesnore i en hæftelade
- En bogblok før indbinding
- Forsatsbladet lagt om bogblokken for at kunne forbinde den med bogbindet
- Bogblokkens forbindelse med bogbindet via forsatsbladet